# إدوارد دان
إدوارد دان (بالإنجليزية: Edward Dunn)‏ هو سياسي بريطاني (وحمل سابقاً جنسية المملكة المتحدة لبريطانيا العظمى وأيرلندا)، ولد في 21 ديسمبر 1880، وتوفي في 8 أبريل 1945. حزبياً، نشط في حزب العمال. في الانتخابات العامة في المملكة المتحدة 1935 ‏، انتخب عضو برلمان المملكة المتحدة الـ37 عن دائرة روذر فالي (14 نوفمبر 1935 – 8 أبريل 1945).